# 佩里涅
佩里涅（法語：Perrignier，法語發音：[peʁiɲe]）是法国上萨瓦省的一个市镇，属于托农莱班区。

## 地理
佩里涅（46°18'15"N, 6°26'34"E）面积7.85 平方千米，位于法国奥弗涅-罗讷-阿尔卑斯大区上萨瓦省，该省份为法国东部省份，历史上为薩伏依的一部分，北与瑞士接壤，西接安省，南至萨瓦省，东与瑞士和意大利接壤。
与佩里涅接壤的市镇（或旧市镇、城区）包括：阿兰日、德拉扬、吕利、马尔让塞勒、锡耶。

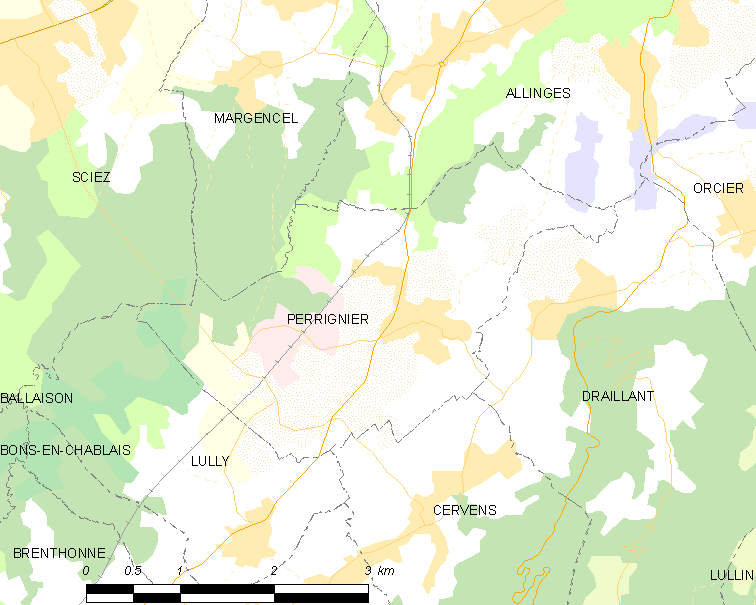
佩里涅的OSM定位图

佩里涅的时区为UTC+01:00、UTC+02:00（夏令时）。

## 行政
佩里涅的邮政编码为74550，INSEE市镇编码为74210。

## 政治
佩里涅所属的省级选区为托农莱班县。

## 人口

1962-2008年间佩里涅人口变化图示

佩里涅于2022年1月1日时的人口数量为1882人。